# Tsamai jezik
Tsamai jezik (bago s’aamakk-ulo, cule, kuile, kule, s’amai, tamaha, ts’amay, tsamakko, tsamako; ISO 639-3: tsb), istočnokušitski jezik podskupine dulllay, kojim govori 8 620 ljudi (1994 popis) od 9 702 etničkih (1998 popis) u nizinama zapadno od jezera Chamo u Etiopiji. 
U upotrebi je i konso. Oko 1 200 ljudi rabi ga kao drugi jezik

## Vanjske poveznice
- Ethnologue (14th)
- Ethnologue (15th)